# Jati Wetan
Jati Wetan is een bestuurslaag in het regentschap Kudus van de provincie Midden-Java, Indonesië. Jati Wetan telt 8221 inwoners (volkstelling 2010).